# المليح (طور الباحة)

تعديل مصدري - تعديل

المليح هي إحدى قرى عزلة طور الباحة بمديرية طور الباحة التابعة لمحافظة لحج، بلغ تعداد سكانها 91 نسمة حسب تعداد اليمن لعام 2004.